# Florian Mayer
Florian Mayer (Bayreuth, 1983. október 5. –) német hivatásos teniszező.
Eddigi pályafutása során két ATP-tornán játszott döntőt, mindkettőt Sopotban; 2005-ben Gaël Monfils francia játékostól, 2006-ban Nikolay Davydenko orosz teniszezőtől szenvedett vereséget. Emellett profi karrierje során nyolc Challenger Tour versenyt nyert meg.
Legjobb eredményét Grand Slam tornákon 2004-ben érte el, amikor a Wimbledoni tenisztornán negyeddöntőt játszhatott. Ugyanebben az évben vehette át az ATP által neki odaítélt év újonca díjat.

## Egyéni címek (8)
| Összesítés                                            | Összesítés |
| ----------------------------------------------------- | ---------- |
| Grand Slam-torna                                      | (0)        |
| ATP World Tour Masters 1000 / ATP Masters Series      | (0)        |
| ATP World Tour 500 Series / International Series Gold | (0)        |
| ATP World Tour 250 Series / International Series      | (0)        |
| ATP World Tour Finals / Tennis Masters Cup            | (0)        |
| ATP Challenger Tour                                   | (8)        |

|    | Dátum               | Torna         | Borítás | Ellenfél a döntőben | Eredmény a döntőben |
| 1. | 2003. július        | Szentpétervár | salak   | Michal Mertiňák     | 4–6, 7–6, 6–1       |
| 2. | 2004. március 15.   | Mexikóváros   | salak   | Adrián García       | 6–4, 6–3            |
| 3. | 2006. június 4.     | Fürth         | salak   | Torsten Popp        | 6–3, 6–1            |
| 4. | 2006. július 24.    | Tampere       | salak   | Ernests Gulbis      | 7–6, 2–6, 6–3       |
| 5. | 2006. augusztus 14. | Graz          | kemény  | Rainer Schüttler    | 6–4, 5–7, 6–2       |
| 6. | 2009. március 16.   | Bangkok       | kemény  | Danai Udomchoke     | 7–5, 6–2            |
| 7. | 2009. május 31.     | Karlsruhe     | salak   | Dustin Brown        | 6–2, 6–4            |
| 8. | 2010. január 10.    | Noumea        | kemény  | Flavio Cipolla      | 6–3, 6–0            |